# Club Muntanyenc Barcelonès
El Club Muntanyenc Barcelonès és un club de muntanyisme de Barcelona dedicat a l'excursionisme, l'escalada i l'espeleologia que va ser fundat el 1931, resultat de la fusió del Club Muntanyenc (1906) i del Centre Excursionista Barcelonès (1909). Les seves seccions d'escalada i d'espeleologia son considerades les capdavanteres i mes antigues de Catalunya.
Va organitzar el primer concurs de fotografia científica de Barcelona l'any 1933. La seva secció de ciències realitzaba sortides cientificoesportives i va publicar una revista des de 1931 fins 1937. El 1940 fundà el Grup d'Alta Muntanya (GAM), secció d'escalada que feu més de trenta “primeres” als Pirineus i més de cinquanta a Montserrat, així com diverses vies del Pedraforca i ascensions als Alps, a les Dolomites, a la paret nord de l'Eiger i al Matterhorn; i també expedicions als Andes del Perú, Ahaggar i Hindu Kush.
El 1948 fundà el Grup d'Exploracions Subterrànies (GES) i el 1953 havia efectuat 653 expedicions, de les quals 157 foren “primeres”. Sota la presidència de Vicenç Buron Llorens, va adquirir el refugi de Segremorta, prop de la Molina. L'any 2004 es va integrar en el Centre de Sant Pere Apòstol, entitat associativa del barri de la Ribera, des d'on va començar una nova etapa.